# Schloss Otting

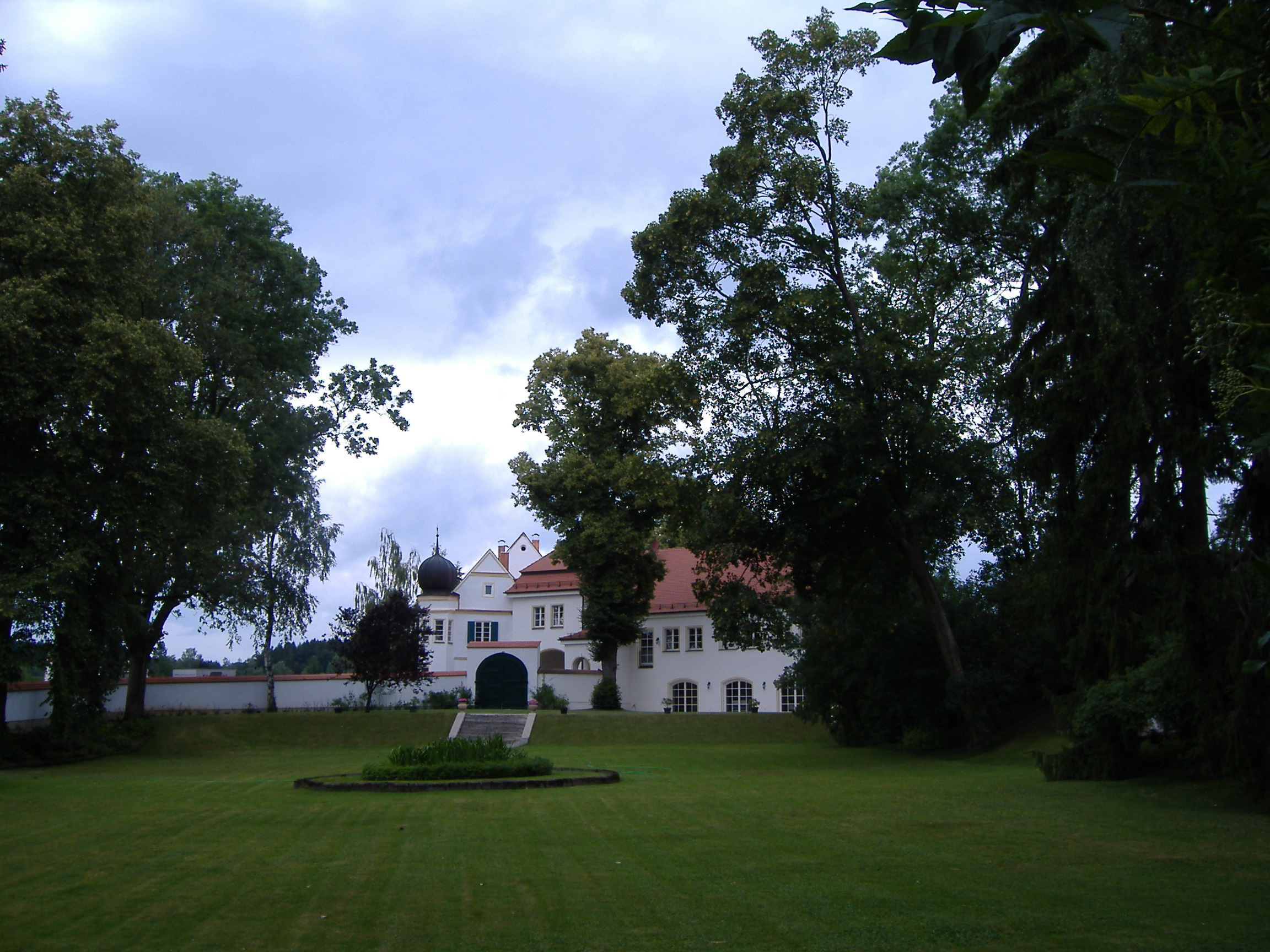
Südseite und Park

Schloss Otting ist eine zweigeschossige Anlage, dessen Hauptbau mit einem Eckturm versehen ist. Es liegt in leicht erhöhter Lage am Ortsrand von Otting am Rande des Nördlinger Ries im Landkreis Donau-Ries.

## Geschichte
Das 830 erstmals schriftlich erwähnte Dorf Otting besaß eine mittelalterliche Burg, die im 11. und 12. errichtet und später zerstört wurde. 1610 wurde das heutige Schloss neben der alten Burgruine gebaut. In der folgenden Zeit waren mehrere Familien Schlossbesitzer: Schenk von Stauffenberg, von Freyberg, von Westernach, Familie Späth aus Zwiefalten sowie von Rehling. 1811 ging das Schloss in den Besitz von Freiherr Carl Friedrich Stephan von Schönfeld über. Letztgenannter war der Halbbruder von König Maximilian I. Joseph von Bayern. 1817 wurde die freiherrliche Familie von Schönfeld in den Grafenstand erhoben. Fortan nannte sich das Geschlecht von Otting und Fünfstetten. Im Jahr 1856 verkaufte Maximilian Joseph Graf von Otting und Fünfstetten das Areal an den Münchener Fabrikanten Oskar Kürzel, der 1899 das Schloss an die Allgemeine Deutsche Creditversicherungsanstalt veräußerte. Ab 1904 wechselten die Schlossbesitzer mehrmals. 17 Jahre (1905–1921) gab es im Schloss eine eigene Brauerei.
Die im 18. Jahrhundert erbaute Schlosskapelle Mater dolorosa, seit 1930 Eigentum der Pfarrei Otting, war im 19. Jahrhundert eine der bedeutendsten Wallfahrtskirche im nördlichen Schwaben. Wappengeschmückte Grabsteine erinnern an die ehemaligen Schlossbesitzer.
Heute ist das Schloss zu jeweils einem Teil in Besitz von drei Familien. In einem Teil des Schlosses wurde nach einer Renovierung ein Hotel und Restaurant eröffnet. 
Das Torhaus ist einsturzgefährdet; wegen eines nicht abgeschlossenen Rechtsstreits ist jedoch unklar, wer für die Sanierung verantwortlich ist (Stand März 2019).

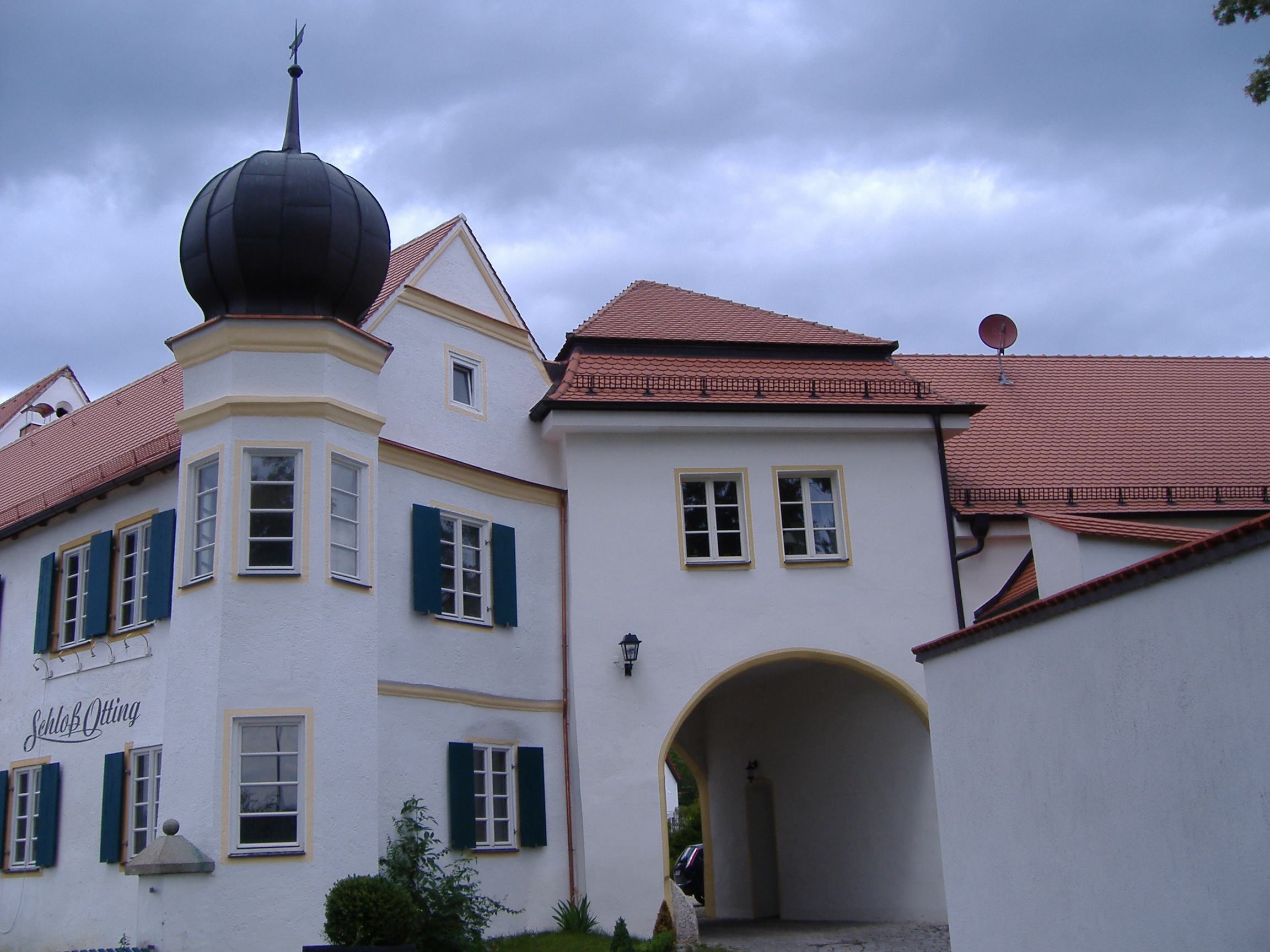
Toreinfahrt und Seitenflügel
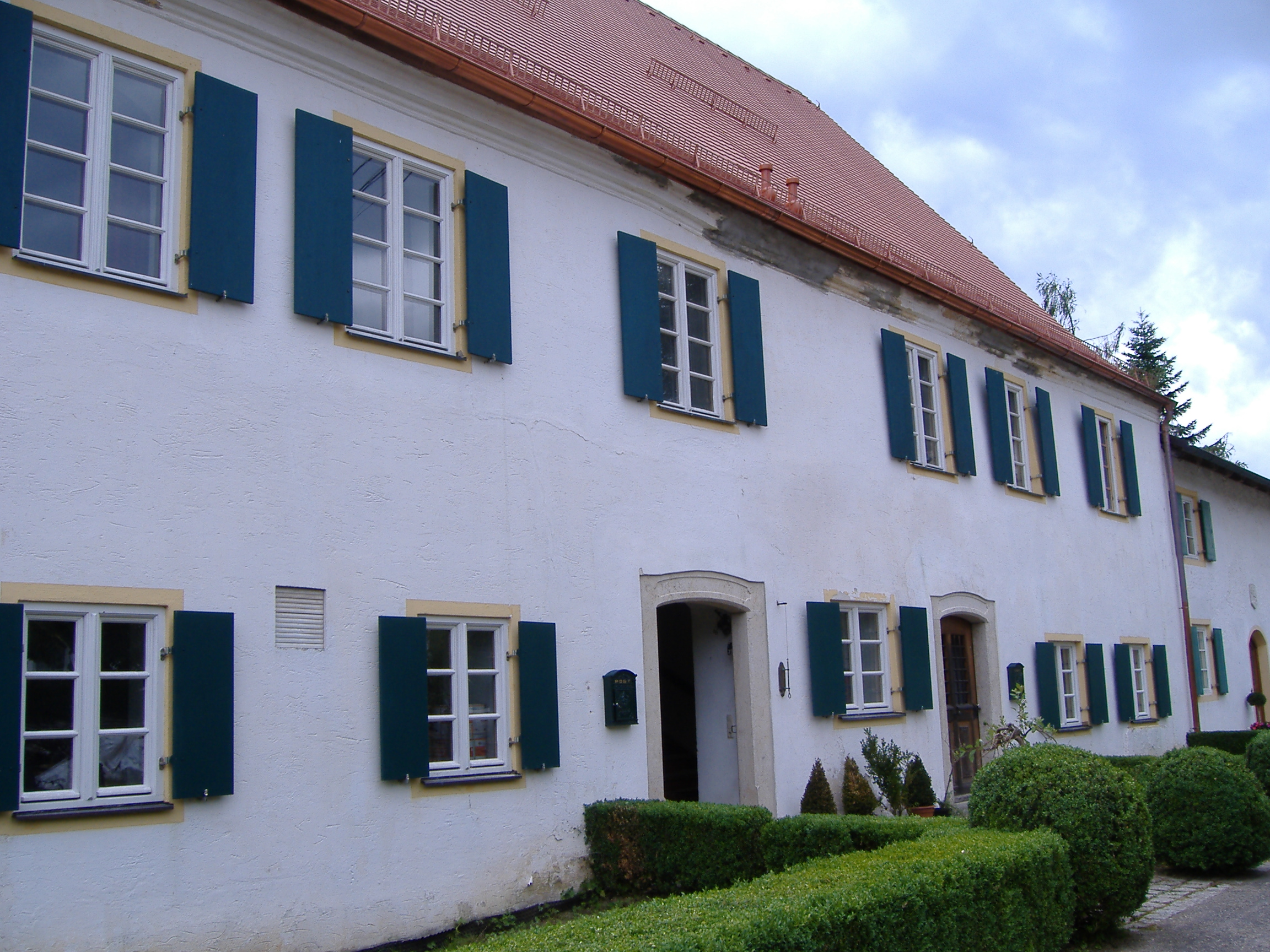
Seitenflügel im Innenhof
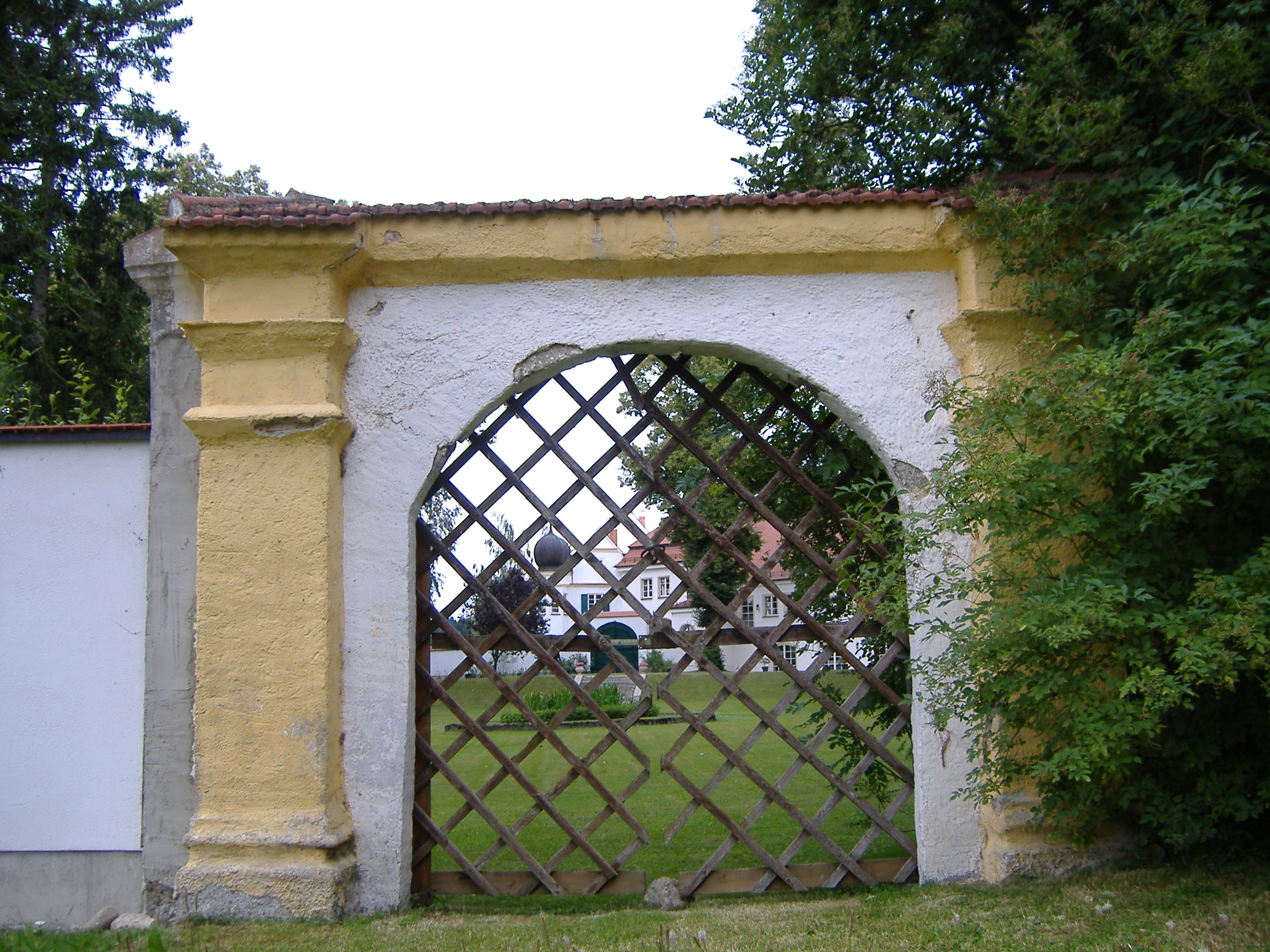
Schlossmauer mit Blick auf den Park und die Schlosssüdseite
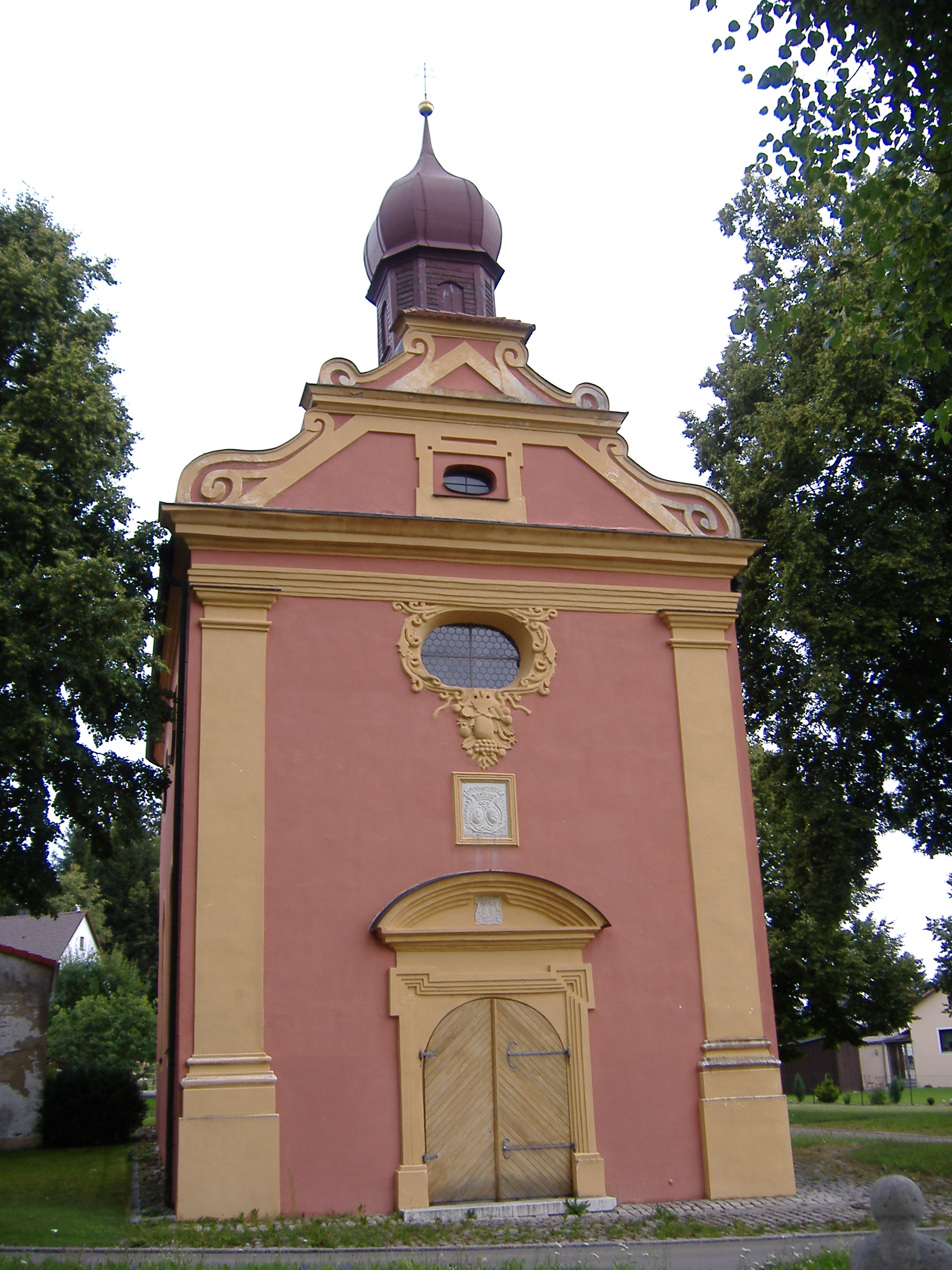
Schlosskapelle